# Arcângelo Tadini
Arcângelo Tadini (Verolanuova, 12 de Outubro de 1846 - Botticino, 20 de Maio de 1912) foi um sacerdote italiano, fundador da congregação católica as Irmãs Operárias da Santa Casa de Nazaré. 
Foi beatificado em 3 de Outubro de 1999 pelo Papa João Paulo II e canonizado em 26 de Abril de 2009 pelo Papa Bento XVI.